# Papa Sérgio I
Papa Sérgio I (em latim: Sergius, em grego:  Σέργιος, Sérgios), nascido em Antioquia, Síria romana, em data desconhecida, foi educado na Sicília romana. Foi eleito em 15 de Dezembro de 687, e seu pontificado terminou com sua morte em Roma, em 8 de Setembro de 701.
Foi precedido por dois antipapas, o arcediago Pascoal I e o Antipapa Teodoro II.
Combateu as decisões do Concílio In Trullo (Concílio Quinissexto - 691-692), recusando-se a assinar os cânones, principalmente as resoluções relativas à supressão do celibato eclesiástico, pelo que enfrentou o imperador bizantino Justiniano II. Introduziu o canto do "Agnus Dei" na liturgia da Missa. Alentou as missões entre os povos germânicos, por exemplo, consagrando bispo ao Apóstolo dos Frísios são Vilibrordo.
Morreu em 8 de Setembro de 701.